# Primera Liga de Croacia 2008-09
La Prva HNL 2008-09, es la decimoctava edición de la Primera División de Croacia, desde su establecimiento en 1992. El torneo dio inicio el 27 de julio de 2008 y finalizó el 31 de mayo de 2009.
En esta edición participaron 12 equipos, el club descendido la temporada anterior Međimurje Čakovec fue reemplazado por el club Croatia Sesvete provenientes de la 2. HNL. Se jugaron tres ruedas con un total de 33 partidos a disputar por club.
El Dinamo de Zagreb se consagró campeón y obtuvo su 11º título de Liga en la historia del club.

## Clasificación final
|     |     | Equipo              | PJ | PG | PE | PP | GF | GC | DG  | PTS |
| --- | --- | ------------------- | -- | -- | -- | -- | -- | -- | --- | --- |
| UCL | 1.  | Dinamo Zagreb       | 33 | 23 | 5  | 5  | 71 | 26 | +45 | 74  |
| UEL | 2.  | Hajduk Split        | 33 | 21 | 5  | 7  | 59 | 25 | +34 | 68  |
| UEL | 3.  | HNK Rijeka          | 33 | 17 | 5  | 11 | 50 | 44 | +6  | 56  |
| UEL | 4.  | Slaven Belupo       | 33 | 16 | 7  | 10 | 46 | 39 | +7  | 55  |
|     | 5.  | NK Zagreb           | 33 | 13 | 8  | 12 | 38 | 39 | -1  | 47  |
|     | 6.  | HNK Sibenik         | 33 | 13 | 7  | 13 | 44 | 35 | +9  | 46  |
|     | 7.  | NK Osijek           | 33 | 10 | 11 | 12 | 40 | 41 | -1  | 41  |
|     | 8.  | Cibalia Vinkovci    | 33 | 10 | 8  | 15 | 33 | 58 | -25 | 38  |
|     | 9.  | Inter Zapresic      | 33 | 9  | 9  | 15 | 41 | 50 | -9  | 36  |
|     | 10. | Varteks Varazdin    | 33 | 10 | 5  | 18 | 41 | 55 | -14 | 35  |
|     | 11. | NK Zadar            | 33 | 7  | 8  | 18 | 28 | 49 | -21 | 29  |
|     | 12. | Croatia Sesvete (A) | 33 | 6  | 8  | 19 | 31 | 66 | -35 | 25  |

- (A) : Ascendido la temporada anterior.

| UCL | Campeón y clasifica a la Liga de Campeones de la UEFA 2009-10. |
| UEL | Clasificación a la Liga Europea de la UEFA 2009-10.            |
|     | Playoffs Promoción-descenso.                                   |

### Promoción
El Croatia Sesvete mantuvo su lugar en la máxima categoría al superar al Hrvatski Dragovoljac club de la Druga HNL.
| 11 de junio de 2009 | Hrvatski Dragovoljac | 0:0 | Croatia Sesvete |  |  |

| 14 de junio de 2000 | Croatia Sesvete | 2:1 | Hrvatski Dragovoljac |  |  |

## Máximos Goleadores
| Pos. | Jugador         | Club             | Goles |
| ---- | --------------- | ---------------- | ----- |
| 1    | Mario Mandžukić | Dinamo Zagreb    | 16    |
| 2    | Nikola Kalinić  | Hajduk Split     | 15    |
| 3    | Anas Sharbini   | NK Rijeka        | 14    |
|      | Bojan Vručina   | Slaven Belupo    | 14    |
|      | Ermin Zec       | HNK Šibenik      | 14    |
| 6    | Senijad Ibričić | Hajduk Split     | 12    |
|      | Ahmad Sharbini  | HNK Rijeka       | 12    |
| 8    | Goran Mujanović | Varteks Varazdin | 11    |
|      | Ilija Sivonjić  | Inter Zaprešić   | 11    |
|      | Davor Vugrinec  | NK Zagreb        | 11    |

Fuente: HRnogomet.com